# Basay (Negros Oriental)
Basay ist eine philippinische Gemeinde in der Provinz Negros Oriental. Sie hat 26.566 Einwohner (Zensus 1. August 2015).

## Baranggays
Basay ist politisch in zehn Barangays unterteilt.
- Actin
- Bal-os
- Bongalonan
- Cabalayongan
- Cabatuanan
- Linantayan
- Maglinao
- Nagbo-alao
- Olandao
- Poblacion